# SELENOT
SELENOT (англ. Selenoprotein T) – білок, який кодується однойменним геном, розташованим у людей на короткому плечі 3-ї хромосоми.  Довжина поліпептидного ланцюга білка становить 195 амінокислот, а молекулярна маса — 22 324.
| 10         |  | 20         |  | 30         |  | 40         |  | 50         |
| ---------- |  | ---------- |  | ---------- |  | ---------- |  | ---------- |
| MRLLLLLLVA |  | ASAMVRSEAS |  | ANLGGVPSKR |  | LKMQYATGPL |  | LKFQICVSG  |
| YRRVFEEYMR |  | VISQRYPDIR |  | IEGENYLPQP |  | IYRHIASFLS |  | VFKLVLIGLI |
| IVGKDPFAFF |  | GMQAPSIWQW |  | GQENKVYACM |  | MVFFLSNMIE |  | NQCMSTGAFE |
| ITLNDVPVWS |  | KLESGHLPSM |  | QQLVQILDNE |  | MKLNVHMDSI |  | PHHRS      |

A: Аланін

C: Цистеїн

D: Аспарагінова кислота

E: Глутамінова кислота

F: Фенілаланін

G: Гліцин

G: UГліцин

H: Гістидин

I: Ізолейцин

K: Лізин

L: Лейцин

M: Метіонін

N: Аспарагін

P: Пролін

Q: Глутамін

R: Аргінін

S: Серин

T: Треонін

V: Валін

W: Триптофан

Кодований геном білок за функцією належить до оксидоредуктаз. 
Білок має сайт для зв'язування з НАДФ. 
Локалізований у мембрані, ендоплазматичному ретикулумі.